# Perloïdeus
Els perloïdeus (Perloidea) són una superfamília d'insectes de l'ordre dels plecòpters. El caràcter més important dels perloïdeus és la presència d'un palp labial que es va tornant més estret envers la punta. Aquest grup té una distribució gairebé mundial, tot i que tendeix a evitar les zones desèrtiques.
La majoria de perloïdeus han desenvolupat estratègies per fer que els seus ous quedin enganxats al fons dels rius i rierols on els ponen, incloent-hi tant adaptacions morfològiques pels ous com adaptacions conductuals per part de les femelles.